# 쓰키지시조역
쓰키지 시조역(일본어: 築地市場駅, つきじしじょうえき)은 일본 도쿄도 주오구 쓰키지 5초메에 있는 철도역이다. 역 번호는 E 18이다. 병기 역명은 '아사히 신문사 앞'이다.

## 타는 곳
섬식 승강장 1면 2선 지하역.
| 1 | ○ 도영 지하철 오에도 선 | 료고쿠・이다바시    |
| 2 | ○ 도영 지하철 오에도 선 | 다이몬・롯폰기 방면 |

## 이용 가능 철도 노선
- 도쿄 도 교통국
  - ○ 오에도 선

## 이용 현황
- 2008년도의 1일 평균 승차 인원 23,170명.

## 역 주변
- 도쿄 지하철 히비야 선 쓰키지 역
- 긴자
- 시오도메
- 아사히 신문사
- 쓰키지 시장
- 일본 해상보안청 해양정보관
- 신바시 연무장
- 교바시 우체국
- 우편사업 긴자지점

## 역사
- 2000년 12월 12일: 영업 개시.

## 인접역
| 도쿄 도 교통국 12호선 오에도 선 | 도쿄 도 교통국 12호선 오에도 선 | 도쿄 도 교통국 12호선 오에도 선 |
| ------------------------------- | ------------------------------- | ------------------------------- |
| E 17 가치도키 도초마에 방면     | 오에도 선                       | E 19 시오도메 히카리가오카 방면 |